# De Spicht

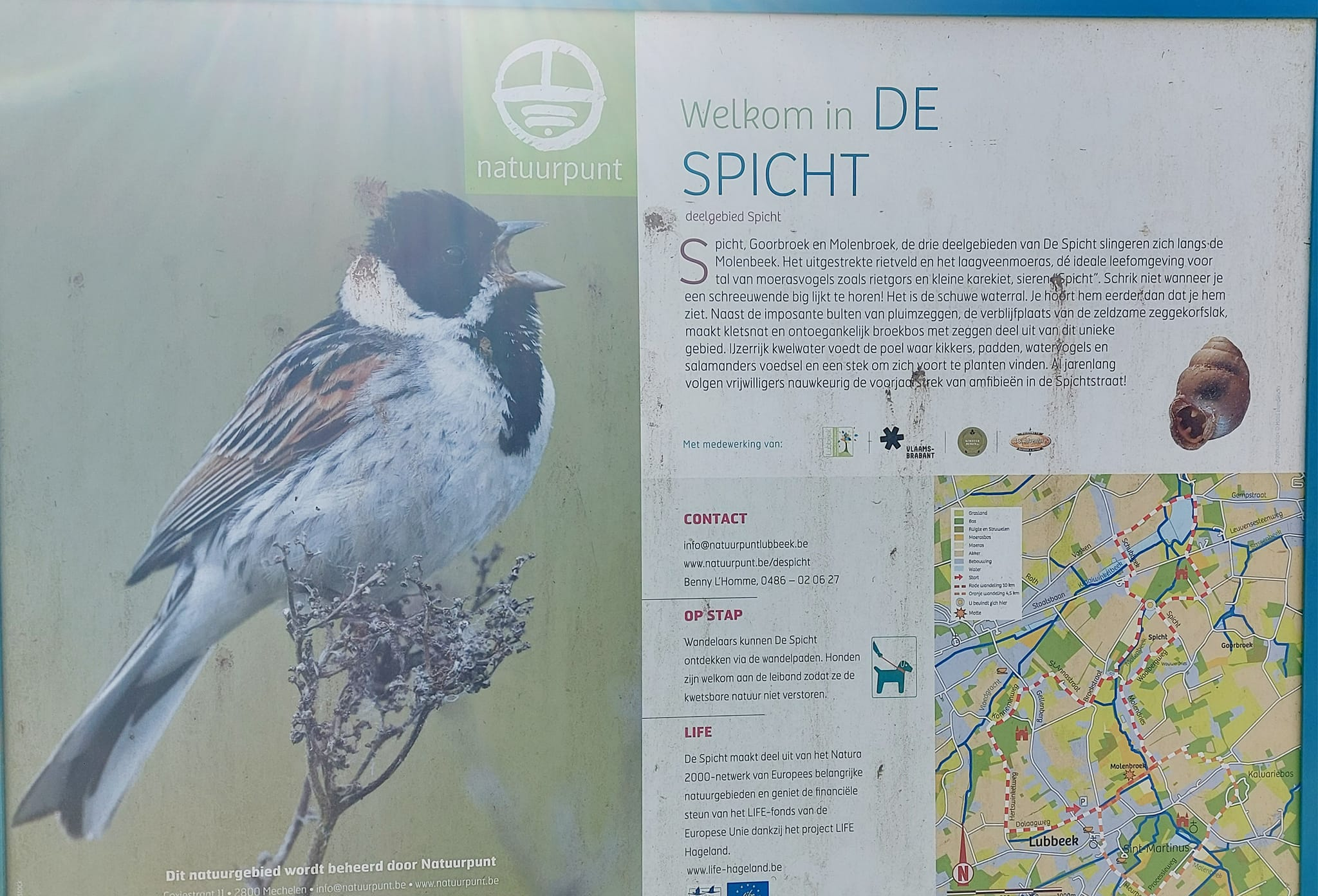
Informatiepaneel

De Spicht is een natuurgebied nabij de Vlaams-Brabantse plaats Lubbeek.
Het gebied, dat beheerd wordt door Natuurpunt, strekt zich uit langs de Molenbeek en omvat, naast deelgebied De Spicht ook de deelgebieden Molenbroek en Goorbroek. Deze deelgebieden zijn niet met elkaar verbonden. Het gebied is Europees beschermd als onderdeel van Natura 2000-gebied Valleien van de Winge en de Motte met valleihellingen.
Het Molenbroek was vanouds een populierenplantage, maar omstreeks 2000 werden de populieren gerooid en er ontstond broekbos op veengrond, kalkmoeras en hooiland. Er loopt een vlonderpad en er ligt een voormalige motte, de Tumulus van Stakenborg, die een middeleeuwse oorsprong heeft.
Het deelgebied De Spicht omvat rietland langs de beek met open water en pollen pluimzegge. Er bevindt zich een laagveenmoeras. Een spicht is een takkenbos.
Het deelgebied Goorbroek ligt op een helling en hier ontstond door het kalkrijk kwelwater een hangveen.
Er zijn enkele gemarkeerde wandelroutes die ook door het terrein gaan.